# Les Pirates de l'air
Pour plus de détails, voir Fiche technique et Distribution.
Les Pirates de l'air (The Air Mail) est un film américain réalisé par Irvin Willat, sorti en 1925.

## Synopsis
Russ Kane décroche un travail en tant que pilote. Après avoir du faire un atterrissage forcé près d'une ville fantôme, il rencontre et tombe amoureux d'Alice Rendon.

## Fiche technique
- Titre original : The Air Mail
- Réalisation : Irvin Willat

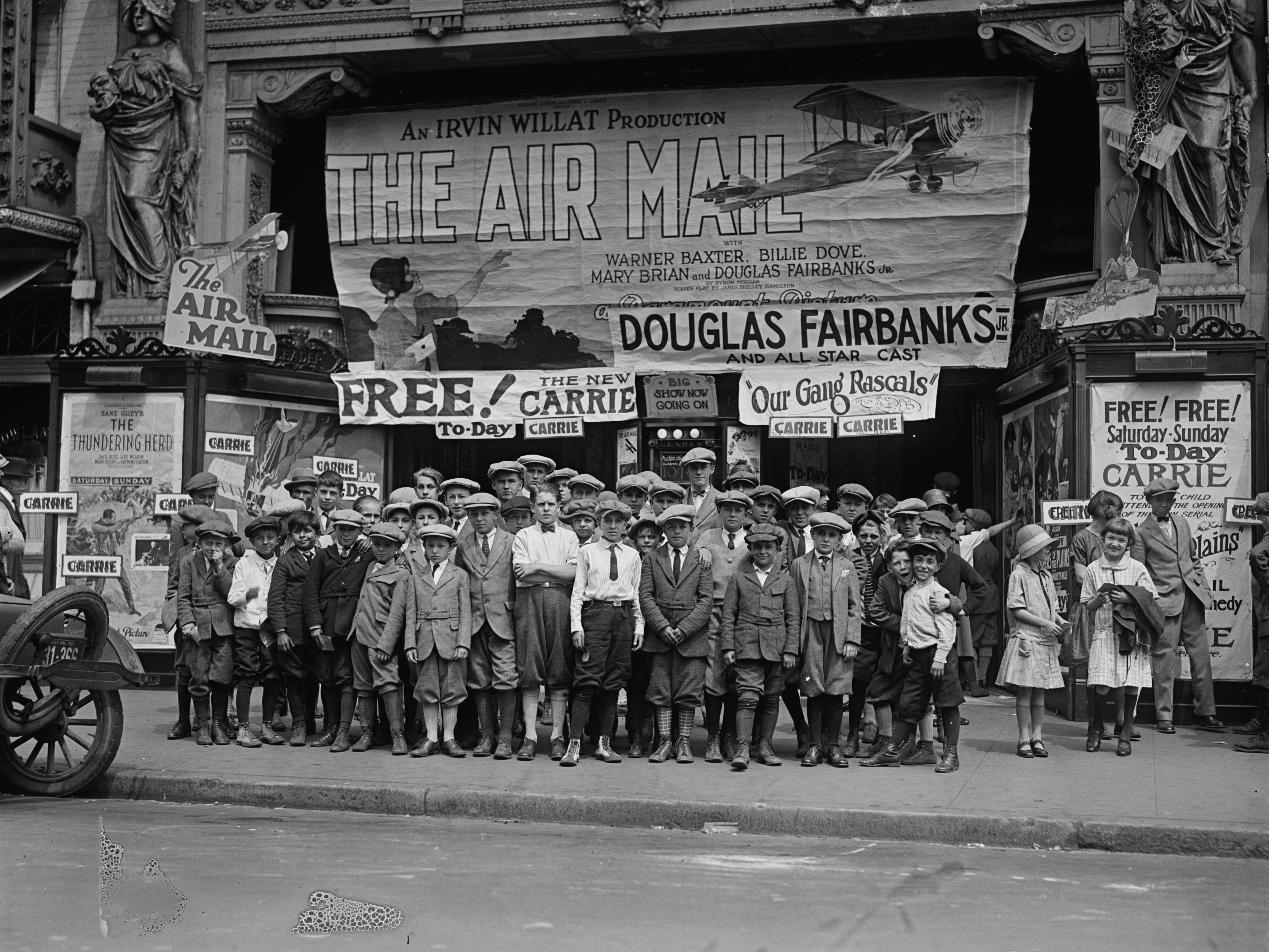
Salle de cinéma avec le film à l'affiche lors de sa sortie en 1925.

- Scénario :James Shelley Hamilton d'après une histoire de 	Byron Morgan
- Producteurs : Adolph Zukor, Jesse Lasky
- Photographie : Alfred Gilks
- Production : Famous Players-Lasky Corporation
- Distributeur : Paramount Pictures
- Durée : 80 minutes (7 bobines)[1]
- Date de sortie : 16 mars 1925

## Distribution
- Warner Baxter : Russ Kane
- Billie Dove : Alice Rendon
- Mary Brian : Minnie Wade
- Douglas Fairbanks Jr. : "Sandy"
- George Irving : Peter Rendon
- Richard Tucker : Jim Cronin
- Guy Oliver : Bill Wade
- Lee Shumway : "Scotty"
- Jack Byron : Rene Lenoir
- John Webb Dillon : Donald McKee
- Lloyd Whitlock : Speck